# Ba Jin

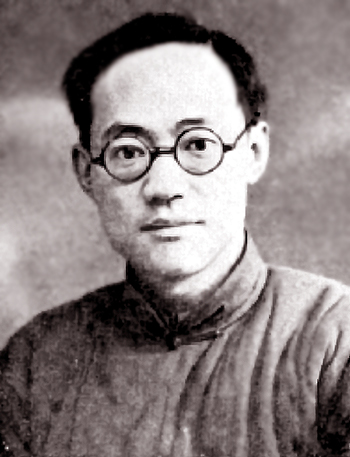
Ba Jin, 1938

Ba Jin (chinesisch 巴金, Pinyin Bā Jīn, W.-G. Pa Chin; * 25. November 1904 in Chengdu, Sichuan; † 17. Oktober 2005 in Shanghai) war ein chinesischer Schriftsteller, Romancier, Essayist, Publizist, Übersetzer und Anarchist. Er galt „schon zu Lebzeiten als ein Klassiker“ und im Alter als „Galionsfigur der chinesischen Literatur“.

## Leben und Werk

### Herkunft und Studium
Ba Jin ist einer der wichtigsten und meistgelesenen chinesischen Autoren des 20. Jahrhunderts. Er schrieb hauptsächlich Romane und Erzählungen. Sein eigentlicher Name war Li Yaotang (李堯棠 / 李尧棠,  Lǐ Yáotáng) bzw. der Höflichkeitsname Li Feigan (李芾甘, auch Liu Fangan, der Name „Feigan“ entstammt dem konfuzianistischen Buch der Lieder). Li Feigan wählte sein Pseudonym aus der Zusammensetzung der Namen der russischen Anarchisten Bakunin (巴枯宁, davon „Ba“ 巴) und Kropotkin (克鲁泡特金, davon „Jin“ 金), die er, ebenso wie die US-amerikanische Anarchistin Emma Goldman, die er als seine „geistige Mutter“ bezeichnete, verehrte. Mit der Namensänderung vollzog er einen bewussten Bruch mit der Tradition.
Ba Jin stammte aus einer wohlhabenden, einflussreichen Scholaren-Familie aus Szechuan, deren Reichtum auf umfangreichem Grundbesitz gründete. Das große Haus der Familie beherbergte zwischen 80 und 100 Menschen von den Großeltern bis zu den Enkeln, sowie Angeheiratete und Bedienstete. 1907 zog die Familie nach Guangyuan ins nördliche Szechuan, wo der Vater Kreisrichter war. Ba Jin wurde früh Waise: seine Mutter (eine gebildete Frau, die sowohl ihre Söhne als auch Töchter unterrichtete, auch in chinesischer Literatur und in Poetik) starb 1914, sein Vater drei Jahre später. Vor allem den Tod der Mutter konnte er, wie seine späteren Romane zeigen, kaum überwinden. Er studierte Englisch, Französisch und Japanisch und betätigte sich nach Besuch einer Fremdsprachenschule (成都外語專門學校 / 成都外语专门学校, „Chengdu-Spezialschule für fremde Sprachen“), wo er seit August 1921 studiert hatte, in Chengdu als Übersetzer russischer und anderer fremdsprachiger Dichter. Die Lektüre von Kropotkins Aux jeunes gens (1880) brachte ihn 1919 zum Anarchismus. Im April 1921 veröffentlichte er unter dem Pseudonym „Fu Gan“ seinen ersten Artikel Wie man eine wirklich freie und gleichberechtigte Gesellschaft aufbaut. Zeitweise studierte er in Shanghai, wohin er 1923 gemeinsam mit seinem Bruder das erste Mal kam, sowie in Nanjing und nach dem Abschluss 1927 an der dortigen Südost-Universität (东南大学) noch im selben Jahr in Frankreich in Paris und Château-Thierry an der Marne an einer höheren Schule. Hier legte er sich den Namen „Ba Jin“ zu, hier verfolgte er in den Zeitungen den Prozess gegen Sacco und Vanzetti, hier korrespondierte er mit Emma Goldman, Alexander Berkman und dem Anarchismushistoriker Max Nettlau.

### Literarische Anfänge zur Zeit der Republik China
Ba Jins literarisches Schaffen begann in den späten 1920er Jahren mit dem Erstlingsroman Zerstörung (灭亡, 1927–1929 noch in Frankreich geschrieben, angeblich überwiegend aus Langeweile). Der Roman erschien 1929 in der renommierten Literaturzeitschrift Xiaoshuo Yuebao und verhalf ihm schlagartig zum Durchbruch. Der anarchistische Protagonist ruft darin zur Rebellion gegen die bestehende Gesellschaftsordnung, insbesondere gegen die traditionelle Familie auf. In der Erzählung Der elektrische Stuhl (电椅, erschienen 1932) protestierte er gegen die Hinrichtung Saccos und Vanzettis, mit denen er in Paris 1927 Briefkontakt gehabt hatte. Die späteren Werke, allen voran sein Meisterwerk, der Roman Die Familie, den er ab April 1931 als 27-Jähriger schrieb (家, abgeschlossen 1931, abschnittsweise in der Tageszeitung Shibao veröffentlicht, erschienen als Einzelpublikation 1933 als erster Teil einer Trilogie Reißende Strömung, 激流), sowie der Roman Kalte Nächte (寒夜, erschienen 1947) oder die Erzählung Shading (砂丁, erschienen 1933) haben die drei Möglichkeiten der Auflehnung zum Thema: Auflehnung gegen die autoritären Strukturen des Familienverbands, gegen die herkömmlichen Geschlechterbeziehungen und gegen die ökonomische Ausbeutung. Der Roman Die Familie ist Ba Jins bei weitem bekanntestes Werk geblieben, wurde 1956 von Chen Xihe (陳西禾) verfilmt, in etwa 30 Sprachen übersetzt, davon zweimal, 1959 und 1980, auch ins Deutsche: er entstand auch unter dem Schock des Gift-Selbstmords seines ältesten Bruders 1931, der sich in einem Brief als Opfer des konfuzianischen Familiensystems bezeichnet hatte. „Mein Leben lang liebte ich ihn am meisten“, so Ba Jin, „Er war ein guter und gütiger, zugleich auch ein schwacher Mensch.“ Im November 1934 ging Ba Jin zum Studium nach Japan und kehrte im August 1935 nach China zurück. Von 1935 bis 1949 leitete er den Pingming-Verlag (平明出版社, Píngmíng Chūbǎnshè) in Shanghai.
Ba Jins literarisches Werk, das oft die moralische Selbstbehauptung oder ihr Scheitern in einer ungerechten Gesellschaft zum Inhalt hat, wurde vom französischen und russischen Roman, insbesondere Tschechow, Turgenew und Émile Zola, beeinflusst. „Ich schleudere meine Anklage gegen dieses absterbende System!“ war das Motto seines Schaffens. Seine Romane, die stark autobiographisch geprägt sind, drücken in klarer Sprache starke Emotionen aus, während er sich nach eigenem Bekunden nie um die handwerkliche Seite seiner Schriftstellerei oder um literaturtheoretische Fragen gekümmert hat. Seine frühen Werke sind geprägt von starker Subjektivität und Romantik, während in seinen späteren Werken ein kritisch-realistischer Zug erscheint. Beeinflusst wurde er auch von dem blinden russischen Esperantisten Wassili Jeroschenko, der als Freund Luxuns auch in China und Japan unterrichtete, und vom ungarischen Esperanto-Lehrer und Autor Julio Baghy.
Während des japanisch-chinesischen Krieges war Ba Jin zusammen mit Mao Dun und Liu Baiyu an antijapanischer Propaganda beteiligt. Er verfolgte medial den spanischen Bürgerkrieg und die dortigen politischen Entwicklungen insbesondere des Anarchismus, worüber er auch publizierte, und zwar entweder Artikel oder Übersetzungen von Texten des deutschen Anarchisten Augustin Souchy (Die Ereignisse des Monats Mai in Barcelona, 1937) und des Schweizer Spanienkämpfers Albert Minnig (Diario di un volontario svizzero nella guerra di Spagna, 1939). Ba Jin wechselte in dieser Zeit häufig die Wohnorte und lebte außer in Shanghai (er floh während des japanischen Angriffs auf die Stadt, seine dortige Wohnung brannte im Krieg aus) auch in Chengdu, Guilin, Chongqing und Kunming. Die Romantrilogie Feuer (火, 1940–1945, bisher nicht ins Deutsche übersetzt) behandelte das Thema des antijapanischen Widerstandes. Tian Huishui, der Held des dritten Teils, ist Christ, er und seine Wertvorstellungen werden sehr positiv dargestellt. Ba Jin musste sich dafür rechtfertigen und sah sich im Nachwort veranlasst zu erklären, dass er selbst kein Christ sei.
Ba Jin heiratete am 8. Mai 1944 die 13 Jahre jüngere Xiāo Shān (Chen Yunzhen, 蕭珊 / 萧珊), eine Übersetzerin aus dem Russischen (Puschkin, Turgenjew) in Guiyang (貴陽市 / 贵阳市), die er bereits im August 1936 kennen gelernt hatte. Ihr erstes Kind, die Tochter Li Xiaolin (Spitzname Guofan), kam im Dezember 1945 zur Welt. Ihrer beider Sohn Li Xiao (李小棠, geb. 1950) ist ebenfalls Schriftsteller. Von Guiyang wich die junge Familie nach Chongqing aus, der provisorischen Hauptstadt der Nationalregierung. Hier entstanden die Romane Garten der Ruhe (憩园, 1944) und Kalte Nächte (寒夜, 1947).

### In der Zeit der Volksrepublik
Ba Jin betätigte sich vor allem in den Zeiten der Volksrepublik ab 1949, da das weniger gefährlich schien, auch als Herausgeber literarischer Periodika, schrieb Reportagen, war als Kulturfunktionär in vielen Ämtern tätig und übertrug ausländische Literatur u. a. mit Hilfe von Esperanto-Übersetzungen ins Chinesische. Während seiner literarisch besonders produktiven Phase in den Jahren 1927 bis 1949 hatte er sich mehr oder weniger offen zum Anarchismus bekannt. Er fühlte sich als Einzelgänger und „Wahrheitssucher“, seine Schriftstellerei empfand er als unzulänglichen Ersatz für die Tat: „Mein Schreiben ist ein Ausgraben, ein Freilegen des Bewußtseins. Ich muß tiefer graben, um noch mehr zu verstehen, noch klarer zu sehen. Aber je tiefer ich grabe, desto schmerzhafter und schwieriger wird es. Das Aufschreiben ist keinesfalls einfach. Wie dem auch sei, ich werde mit allem Einsatz schreiben, mit allem Einsatz graben, und ich bin überzeugt davon, daß dieser Einsatz nicht vergeblich ist ... .“
Das Jahr 1949 bedeutete einen großen Einschnitt in Ba Jins Leben: die anarchistischen Kontakte und Interessen mussten abgebrochen werden, das fiktionale Werk kam weitgehend zum Erliegen. Nach 1949 gehörte er dem Volkskongress an. Anfang und Mitte der 1950er Jahre schrieb er Reportagen über den Koreakrieg, wozu er von März bis Oktober 1952 und von September 1953 bis Januar 1954 auch zu Recherchen an der Front war. Daraus gingen zahlreiche, oft uninspirierte und plump-propagandistische Veröffentlichungen über den Koreakrieg hervor, von denen er sich später distanzierte (von ihm zusammengestellt in zwei Reportagen-Sammlungen: 生活在英雄们中间, Leben unter Helden und 保卫和平的人们, Menschen, die den Frieden verteidigen). Unter dem Autorennamen „Pa Chin“ erschien 1953 auf Deutsch mit Garten der Ruhe (憩園, Qianyuan, 1944) die erste Veröffentlichung Ba Jins in einer europäischen Sprache überhaupt. Übersetzer war der österreichisch-britische Autor Josef Kalmer (卡爾瑪), der bei Arthur von Rosthorn in Wien Chinesisch studiert hatte.
1955 beteiligte sich Ba Jin erzwungenermaßen an der Kampagne gegen den Schriftsteller Hu Feng, der im selben Jahr verhaftet wurde und bis 1979 in Haft blieb, im darauffolgenden Jahr 1956 während der Anti-Rechts-Kampagne, die auf die Hundert-Blumen-Kampagne folgte, an Denunziationsaktionen gegen die kommunistische Schriftstellerin Ding Ling, gegen den Lyriker und Maler Ai Qing und gegen den kommunistischen Kritiker Feng Xuefeng – alle galten als Konterrevolutionäre. Seit Juli 1957 arbeitete Ba Jin als Chefredakteur der Literaturzeitschrift Shouho (收穫, „Ernte“). Im August 1960 wurde er zum stellvertretenden Vorsitzenden der Allchinesischen Föderation für Literatur und Kunst gewählt.

### Kulturrevolution, Rehabilitierung, später Ruhm
Zunehmend ab 1958 kritisiert und vor allem während der Kulturrevolution ab 1966 wurde Ba Jin selbst als Konterrevolutionär verfolgt: noch am Schriftstellerkongress in Shanghai 1962 hatte er die Gleichschaltung des Denkens im maoistischen China mit den Worten ironisiert: „Natürlich können wir stolz darauf sein, daß die Gedanken des Volkes in unserem Land ein so hohes Maß an Einheit erreicht haben, die Gleichheit des Vokabulars sollte man aber nicht übermäßig loben!“ Er wurde bald darauf gezwungen, dem Anarchismus gänzlich abzuschwören, seine Gesammelten Werke (Peking 1958–1962) wurden so gründlich von allen anarchistischen Reminiszenzen gesäubert, dass Olga Lang, seine Biographin, vor ihnen warnte, weil sie seine Gedanken darin kaum wiedererkennen konnte. In einer Anmerkung in Band 10 (1961) distanzierte er sich explizit von seiner anarchistischen Vergangenheit. All das nützte nichts: ab 1966 bekam er Berufsverbot. Er wurde misshandelt, am 20. Juni 1968 in Shanghai öffentlich angeklagt und im Januar 1970 nach Fengxian (in der Nähe von Shanghai) geschickt, wo er eine „Schule für Führungskräfte zum 7. Mai“ besuchte, bekam Schreibverbot und durfte die Schule erst im September 1972 wieder verlassen. Er arbeitete u. a. in einer Kanalräumbrigade, wurde in einen Kuhstall eingesperrt und gezwungen, auf Glasscherben kniend, seinen früheren anarchistischen Überzeugungen abzuschwören. Seine Frau starb 55-jährig am 13. August 1972 an Mastdarmkrebs, medizinische Hilfe war ihr während der Kulturrevolution verweigert worden. Ihre Urne stand fortan an seinem Bett in seinem Shanghaier Haus. Ihr widmete er in den 1980er Jahren, als das wieder möglich war, mehrere berührende Nachrufartikel.
Erst 1977, Mao Zedong war ein Jahr zuvor gestorben, wurde Ba Jin formal und Anfang der 1980er Jahre umfänglich rehabilitiert. Seine Werke waren über ein Jahrzehnt für chinesische Leser unerreichbar gewesen. „Der Schriftsteller Ba Jin ist heute ein gebrochener Mann“, so ein Urteil von 1983. „Es waren endlose und schmerzhafte Tage der Erniedrigung und der Qualen. So viele von uns waren verwirrt, fühlten sich betrogen, wussten nicht mehr zwischen gut und böse zu unterscheiden, lebten mit Verrat und täglichen Ungerechtigkeiten“, fasste er später die Zeit der Verfolgung zusammen. Von 1979 ab veröffentlichte er in Gedanken (Suixiang lu) Artikel, in denen er sich mit der Kulturrevolution kritisch auseinandersetzte (als Auswahl ins Deutsche übertragen unter dem Titel Gedanken unter der Zeit 1985).
In Frankreich wurde Ba Jin 1975 für den Literaturnobelpreis vorgeschlagen, ab den 1980er und 1990er Jahren gehörte er besonders bei jüngeren und studentischen Lesern in China zu den beliebtesten Autoren. Er konnte nun wieder reisen, auch nach Europa, so 1981 nach Frankreich, das er nach über 50 Jahren wiedersah. Er wurde in China und im Ausland vielfach geehrt: in Italien erhielt er 1982 den Dante-Preis, in Frankreich wurde er 1983 zum Commandeur de la Légion d’honneur ernannt, 1985 wurde er als auswärtiges Ehrenmitglied in die American Academy of Arts and Letters gewählt, im selben Jahr wurde ihm die Ehrendoktorwürde der Universität Hongkong verliehen, 1990 erhielt er in Japan den Fukuoka Prize für seine Verdienste um die asiatische Kultur.
1979 wurde Ba Jin zum stellvertretenden Vorsitzenden des Chinesischen Schriftstellerverbandes gewählt, nach dem Tod Mao Duns 1981 wurde er Vorsitzender. 1980 wurde er auch Vorsitzender des chinesischen PEN und von 1986 bis 1989 war er Präsident des chinesischen Esperanto-Bundes (Ĉina Esperanto-Ligo). 1981 forderte er den Bau eines offiziellen Museums für die Opfer der Kulturrevolution und eines für moderne chinesische Literatur. Anfang der 1980er Jahre wurden vermehrt Werke von ihm ins Deutsche übersetzt, darunter die Romane Die Familie (dt. 1980) und Kalte Nächte (dt. 1981) oder die tragische Erzählung Shading (geschrieben 1932, dt. 1981), „der erste Prosatext der modernen chinesischen Literatur, der dem Schicksal arbeitender Menschen gilt“, und in der ein naiver Jugendlicher, um seine Freundin freikaufen zu können, sich von Betrügern für die angeblich lukrative Arbeit unter Tage anwerben lässt, mit vielen anderen im Bergwerk versklavt wird und schließlich darin umkommt. Angeregt wurde Ba Jin durch Erzählungen eines Kommilitonen, Vorbild waren die Zinnminen von Gejiu im heimatlichen Szechuan, in der Erzählung die „tote Stadt“ genannt. Im späten Roman Kalte Nächte schuf Ba Jin mit der gut verdienenden Bankangestellten Shusheng, die ihren tuberkulosekranken Ehemann Wang Wenxuan liebt und zugleich verachtet, „die erste Frauengestalt in der chinesischen Literatur“, die „sich ganz von der Bevormundung durch den Mann gelöst hat“. Der Tod des Ehemanns steht symbolisch für den Untergang der machtgewöhnten, privilegierten Intellektuellen. Kalte Nächte gilt als Ba Jins bedeutendstes Spätwerk: während die propagandistische Prosa der 1950er und 1960er Jahre und bereits die Romanfortsetzungen der Strömung-Trilogie allgemein als weniger gelungen gelten, schrieb er hier über das Milieu, das ihm am besten vertraut war, die aus traditionellen konfuzianistischen Familien hervorgegangenen Intellektuellen Chinas.
1982 erlitt Ba Jin einen Oberschenkelhalsbruch, der erst nach eineinhalb Jahren ganz ausheilte. Seit 1983 war er an Parkinson-Krankheit, in den 1990er Jahren an Krebs erkrankt. Seit 1998 lebte er aufgrund seines schlechten Gesundheitszustandes im Huadong Hospital in Shanghai. Die letzten Jahre konnte er weder sprechen noch gehen. 2001 wurde er erneut für den Literatur-Nobelpreis vorgeschlagen. Er starb am Abend des 17. Oktobers 2005 fünf Wochen vor seinem 101. Geburtstag an einem Mesotheliom nach vorangehendem Aszites und Magenblutungen. An seinem 101. Geburtstag, dem 25. November 2005, wurde seine Asche zusammen mit der seiner vor 33 Jahren verstorbenen Frau im Ostchinesischen Meer verstreut.

### Würdigung
Die amtliche Nachrichtenagentur Xinhua würdigte Ba Jin als „einen der größten kulturellen Meister des modernen Chinas“. „Ba Jin ist der letzte Überlebende aus dem Kreis der großen Gestalten“, so der Übersetzer Volker Klöpsch, „welche die chinesische Literatur der Moderne mitgeformt haben.“
Das Haus in Shanghai (113 Wukang Road, Xuhui District), erbaut in europäischem Stil, in dem Ba Jin seit 1955 wohnte, ist seit 2011 ein Museum. Ein von chinesischen Wissenschaftlern entdeckter Asteroid wurde 1999 nach ihm (8315) Bajin benannt. Das Nationalmuseum für zeitgenössische chinesische Literatur in Peking, eröffnet 2000 und mit geplanten 30.000 Quadratmetern das flächenmäßig größte Literaturmuseum der Welt, hat seine Türgriffe nach Abdrücken der Hände Ba Jins gestaltet.
Ba Jin war ein lebenslanger Verfechter der Plansprache Esperanto.

## Zitate
„Die Menschen in meinen Büchern sind Menschen, die ich liebte oder haßte; alle Geschehnisse habe ich miterlebt oder an mir selbst erlebt.“ Ba Jin, Nachwort zu Das Haus des Mandarins, 1954, S. 340.
„Lin Biao und die Viererbande haben mir zehn Jahre meines Lebens geraubt, und wie jeder in China versuche ich, die verlorene Zeit wieder aufzuholen.“ Ba Jin, in: Gedanken unter der Zeit, 1985, Klappentext.

## Werke (Auswahl)
Sein Werk, zuerst in Gesammelte Werke (Peking 1958–1962) in 14 Bänden vereinigt, 1987–1994 als Gesamtwerk und ab 1997 mit allen seinen gesammelten Übersetzungen erschienen, enthält über die erste zensurverstümmelte Ausgabe hinausgehend 20 Romane, zahlreiche Erzählungen, Kurzgeschichten, Autobiographisches, Kinderliteratur, Essays, Reisenotizen und Briefsammlungen (darunter ein 69 Jahre währender Briefwechsel mit der Übersetzerin und Autorin Yang Yi), außerdem anarchistische Texte, Bearbeitungen und literarische Übersetzungen (so von Alexander Puschkin, Alexander Herzen, Maxim Gorkij, Alexander Berkman, Pjotr Kropotkin und Rudolf Rocker, aber auch die Novelle Immensee von Theodor Storm), darunter:
- 灭亡 (Mièwáng, Untergang bzw. Zerstörung, 1929)
- 巴金自传 (Eine Autobiographie, 1934)
- 爱情 (Àiqíng, Liebe, Romantrilogie, 1936)

1. 雾 (Wù, Nebel)
2. 雨 (Yǔ, Regen)
3. 电 (Diàn, Blitz)

- 激流 (Jīliú, Heftige Strömung, Romantrilogie 1940),

1. 家 (Jiā, Die Familie) (gilt als sein Meisterwerk)
2. 春 (Chūn, Frühling)
3. 秋 (Qiū, Herbst)

- 火 (Huǒ, Feuer, 1940–1945)
- 雪泥集, The Collection of the Snow and Mud – All the Remaining Letters Written by Ba Jin to Yang Yi (杨静如, Yang Jingru, 1919-2023), 1987.
- 巴金书信, Collected Letters of Ba Jin, 1991.

### Ins Deutsche übersetzte Werke
In chronologischer Reihenfolge:
- Garten der Ruhe (qì yuán 憩园, 1944), Roman, unter dem Autorennamen „Pa Chin“, übersetzt von Joseph Kalmer. Carl Hanser Verlag, München 1954, 219 S. (beschrieben wird in zwei Erzählsträngen des Leben des „Onkel Yang“, der das Familienvermögen mit losen Frauen und Glücksspiel vergeudet, und des versteinerten Beamten Yao – ein Sittenbild der Gesellschaft Chengdus in den 1940er Jahren).
- Das Haus des Mandarins (家, 1933), Roman, unter dem Autorennamen „Ba Djin“, übersetzt von Johanna Herzfeldt, Rudolstadt, Greifenverlag 1959, 350 S.
- Die Familie (家, 1933), Roman, übersetzt von Florian Reissinger auf der Grundlage der 31. chinesischen Auflage im März 1949 im Kaiming-Verlag, Shanghai. Oberbaumverlag, Berlin 1980, ISBN 3-933314-38-0. (2. Übersetzung von Die Familie ins Deutsche).
- Kalte Nächte (寒夜, 1947), Roman, übersetzt von Sabine Peschel und Barbara Spielmann, Suhrkamp, Frankfurt am Main 1981, ISBN 3-518-03329-8.
  - als Suhrkamp Taschenbuch, Frankfurt am Main 1985, ISBN 3-518-37647-0. (Der Roman schildert das Leben von drei Generationen der Familie Gao, u. a. des alten Herrn Gao mit seiner Konkubine, seinen drei Söhnen und ihren tragischen Liebesgeschichten und arrangierten Ehen, den politischen Kämpfen und den Schicksalen der Frauen).
- Shading (砂丁, 1933), Erzählung, übersetzt von Helmut Forster-Latsch u. a., Suhrkamp, Frankfurt am Main, 1981, ISBN 3-518-01725-X.
- Nacht über der Stadt, Roman,  aus dem Englischen von Peter Kleinhempel, Verlag Volk und Welt, Berlin 1985. (Lebensgeschichte eines Verlagslektors in den Tagen der japanischen Invasion).
- Gedanken unter der Zeit – Ansichten, Erkundungen, Wahrheit 1979-1984, übersetzt von Sabine Peschel, Auswahl von Helmut Martin, Diederichs, 1985.
- Meine Tränen, in: die horen, Nr. 138, „Horizonte 1985“, S. 167 ff.
- Ein Museum der „Kulturrevolution“, übersetzt von Weijian Liu und Clemens Murath. In: Hefte für Ostasiatische Literatur Nr. 7 (Juni 1988), 106–109.
- Die Eheschließung, Berlin, Weimar, Aufbau-Verlag, 1988 (die Anthologie enthält unter 13 Erzählungen von sieben chinesischen Autoren wie Lu Xun, Mao Dun und Lao She in der Übersetzung von Fritz Gruner auch solche Ba Jins).
- Herbst im Frühling. Ausgewählte Erzählungen. Verlag für fremdsprachige Literatur, Peking 2005, ISBN 7-119-03625-4.
- Krankenzimmer Nr. 4 (Dìsì Bìngshì 第四病室), übersetzt von Alexander Saechtig. Verlag für fremdsprachige Literatur, Peking, 2009, ISBN 978-7-119-06017-0.

### Weitere in westliche Sprachen übersetzte Werke (Auswahl)
- The Family, übersetzt von Sidney Shapiro, Peking: Foreign Language Press, 1958.
- Cold Nights, übersetzt von Nathan K. Mao und Liu Ts'un-yan, Hong Kong: Chinese University press, 1978.
- Ward Four:  A Novel of Wartime China, übersetzt von Haili Kong und Howard Goldblatt, San Francisco: China Books and Periodicals, Inc., 1999, ISBN 0-8351-2646-3.
- The Autobiography of Ba Jin, übersetzt May-lee Chai, Indianapolis, University of Indianapolis Press, 2008.
- Famiglia, übersetzt von Margherita Biasco, Bompiani, 1980; eine neue Übersetzung von Lorenzo Andolfatto, Atmosphere libri, 2018.

## Sekundärliteratur
- Olga Lang:  Pa Chin And His Writings: Chinese Youth Between The Two Revolutions, Harvard University Press, 1967,  ISBN 978-0-674-65050-3.
- Nathan K. Mao: Pa Chin. Boston 1978.
- Mau Sang Ng: Ba Jin and Russian Literature, in: Chinese Literature: Essays, Articles, Reviews, Bd. 3 (Januar 1981), Nr. 1, S. 67–92.
- Haili Kong: Disease and Humanity: Ba Jin and His Ward Four: A Wartime Novel of China, in: Front. Lit. Stud. China, Bd. 6, 2012, Heft 2, S. 198–207.
- Helmut Martin: Die Wahrheit sagen, in: Die Welt, 24. November 1984.
- Kristin Stapleton: Fact in Fiction: 1920s China and Ba Jin's Family, Stanford University Press, 2016.